# Championnat d'Irlande du Nord de football 1993-1994
Navigation
Édition précédente Édition suivante
Le 92e Championnat d'Irlande du Nord de football se déroule en 1993-1994. Linfield FC remporte son quarante deuxième titre de champion d’Irlande du Nord (le deuxième consécutif) avec deux points d’avance sur le deuxième Portadown FC. Glenavon FC, complète le podium.  
Linfield réalise le doublé Coupe/Championnat en remportant la Coupe d'Irlande du Nord de football en battant en finale Bangor FC sur le score de 2 buts à 0.
Aucun système de promotion/relégation n’est mis en place. 
Avec 22 buts marqués chacun, Stephen McBride  de Glenavon FC et Darren Erskine d’Ards FC remportent conjointement le titre de meilleur buteur de la compétition.

## Les 16 clubs participants
| Club                              | Stade                 | Capacité | Ville         |
| --------------------------------- | --------------------- | -------- | ------------- |
| Ards FC                           | Castlereagh Park      | 8 000    | Newtownards   |
| Ballyclare Comrades Football Club | Dixon Park            | 4 000    | Ballyclare    |
| Ballymena United                  | The Showgrounds       | 7 500    | Ballymena     |
| Bangor FC                         | Clandeboye Park       | 4 000    | Bangor        |
| Carrick Rangers                   | Taylor's Avenue       | 6 000    | Carrickfergus |
| Cliftonville FC                   | Solitude              | 7 200    | Belfast       |
| Coleraine FC                      | The Showgrounds       | 6 600    | Coleraine     |
| Crusaders FC                      | Seaview               | 9 100    | Belfast       |
| Distillery FC                     | New Grosvenor Stadium | 8 000    | Lisburn       |
| Glenavon FC                       | Mourneview Park       | 7 300    | Lurgan        |
| Glentoran FC                      | The Oval              | 14 100   | Belfast       |
| Larne FC                          | Inver Park            | 6 000    | Drumahoe      |
| Linfield FC                       | Windsor Park          | 20 500   | Belfast       |
| Newry Town                        | The Showgrounds       | 6 500    | Newry         |
| Omagh Town Football Club          | St. Julian's Road     | 5 000    | Omagh         |
| Portadown FC                      | Shamrock Park         | 5 800    | Portadown     |

## Compétition

### Classement
Le classement est établi sur le barème de points classique (victoire à 3 points, match nul à 1, défaite à 0).
| Rang | Équipe              | Pts | J  | G  | N  | P  | Bp | Bc | Diff |
| ---- | ------------------- | --- | -- | -- | -- | -- | -- | -- | ---- |
| 1    | Linfield FC T C     | 70  | 30 | 21 | 7  | 2  | 63 | 22 | +41  |
| 2    | Portadown FC        | 68  | 30 | 20 | 8  | 2  | 76 | 21 | +55  |
| 3    | Glenavon FC         | 68  | 30 | 21 | 5  | 4  | 69 | 29 | +40  |
| 4    | Crusaders FC        | 58  | 30 | 17 | 7  | 6  | 53 | 30 | +23  |
| 5    | Bangor FC           | 45  | 30 | 14 | 3  | 13 | 45 | 49 | -4   |
| 6    | Ards FC             | 41  | 30 | 13 | 2  | 15 | 59 | 55 | +4   |
| 7    | Distillery FC       | 41  | 30 | 11 | 8  | 11 | 41 | 40 | +1   |
| 8    | Cliftonville FC     | 40  | 30 | 11 | 10 | 9  | 41 | 32 | +9   |
| 9    | Glentoran FC        | 37  | 30 | 10 | 7  | 13 | 46 | 43 | +3   |
| 10   | Coleraine FC        | 37  | 30 | 10 | 7  | 13 | 41 | 50 | -9   |
| 11   | Ballymena United    | 33  | 30 | 9  | 6  | 15 | 37 | 55 | -18  |
| 12   | Ballyclare Comrades | 33  | 30 | 9  | 6  | 15 | 35 | 57 | -22  |
| 13   | Carrick Rangers     | 25  | 30 | 6  | 7  | 17 | 42 | 81 | -39  |
| 14   | Newry Town          | 24  | 30 | 5  | 9  | 16 | 26 | 52 | -26  |
| 15   | Omagh Town          | 23  | 30 | 6  | 5  | 19 | 32 | 58 | -26  |
| 16   | Larne FC            | 22  | 30 | 5  | 7  | 18 | 30 | 62 | -32  |

| Légende : Qualifications et relégations | Légende : Qualifications et relégations                                      |
| --------------------------------------- | ---------------------------------------------------------------------------- |
|                                         | Coupe d'Europe des vainqueurs de coupe de football 1994-1995                 |
|                                         | Coupe UEFA 1994-1995                                                         |
|                                         | Relégation en deuxième division                                              |
|                                         | T : Tenant du titre C : Vainqueurs de la Coupe d'Irlande du Nord de football |

## Bilan de la saison
| Tableau d'Honneur                         |             |
| Compétition                               | Vainqueur   |
| Championnat d'Irlande du Nord de football | Linfield FC |
| Coupe d'Irlande du Nord de football       | Linfield FC |

| Promotions et relégations |       |
| Relégués                  | Aucun |
| Promus                    | Aucun |

## Statistiques

### Meilleur buteur
- Stephen McBride, Glenavon FC, 22 buts
- Darren Erskine, Ards FC, 22 buts